# Leonid Arkadjewitsch Chentow
Leonid Arkadjewitsch Chentow (Pseudonyme: Semjon Rostowsky; Ernst Henry; A. Leonidow) (* 1904 in Wizebsk; † 1990) war ein sowjetischer marxistischer Theoretiker, Journalist und Schriftsteller, der davor warnte, dass Hitler zuerst Europa und dann die Sowjetunion angreifen würde.

## Leben
Er war Sohn eines reichen Geschäftsmanns und hatte neun Schwestern. Seit 1917 arbeitete als Kurier der Kommunistischen Jugendinternationale zwischen Berlin und Moskau. 1922 nahm er am Gründungskongress der Türkischen Kommunistischen Partei teil. Nach dem Hamburger Aufstand wurde er in Deutschland verhaftet. 1927 sammelte er Material für zwei unpublizierte Bücher: „Die Konzentration des Kapitals“ und „Die Dynamik des neuen deutschen Imperialismus“. Nach der Machtergreifung der Nationalsozialisten floh er unter Zurücklassung seines persönlichen Archivs nach London.
Unter dem Pseudonym Ernst Henry warnte er in zwei verbreiteten Büchern „Hitler over Europe“ und „Hitler over Russia“ (deutsch: „Feldzug gegen Moskau?“) vor der Appeasement-Politik und entwickelte mit „alptraumhafter Präzision“ ein mögliches Szenario für einen Krieg einer faschistischen Koalition gegen die Sowjetunion.
Von den Nazis wurde er auf die Sonderfahndungsliste G.B. gesetzt. Nach dem Zweiten Weltkrieg kehrte er in die Sowjetunion zurück und blieb weiter schriftstellerisch tätig.

## Werke auf Deutsch
- Ernst Henry: Feldzug gegen Moskau? Paris 1937.
- A. Leonidow: Die Männer hinter den Kulissen. Die internationale Rolle der englisch-amerikanisch-deutschen Schröder-Bank. Berlin 1947.
- A. Leonidow: Was steckt hinter den Plänen zur Aufteilung Deutschlands? Berlin 1947.